# Shinshiro
Shinshiro (japanska: 新城市?, Shinshiro-shi) är en japansk stad i Aichi prefektur på den centrala delen av ön Honshū.  Shinshiro har lägst befolkningstäthet av prefekturens städer. Staden är belägen längs Toyofloden i den östra delen av Aichi. Shinshiro fick stadsrättigheter 1 november 1958, och staden utökades 1 oktober 2005 med kommunerna Horai och Tsukude.

## Källor

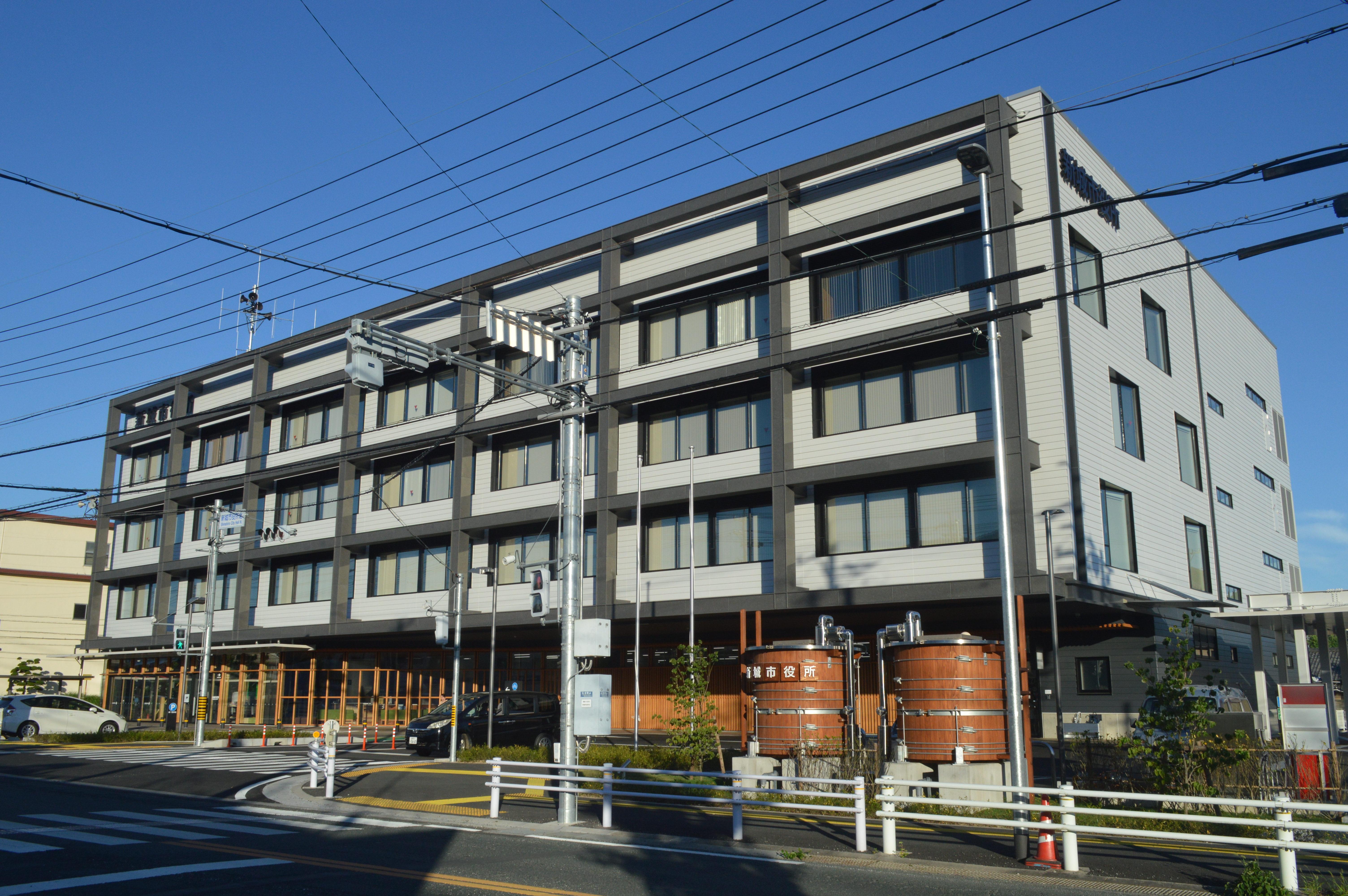
Stadshuset i Shinshiro